# Гора Лева
Гора́ Ле́ва — один з пагорбів Давидівського пасма (частина Подільської височини), пам'ятка природи місцевого значення. Пагорб розташований неподалік від центру Львова, між вулицями Опришківською, Максима Кривоноса та Олекси Довбуша. 
Протягом багатьох років діяльності людини гора була повністю спустошена, саме тому її почали називати Лисою горою. Про Лису гору складено багато легенд.
Висота пагорба — 389 м над р. м. Це денудаційний останець, що стрімко підноситься над навколишньою територією на кілька десятків метрів. Складається з пісковиків та піску (звідси й інша назва — Піскова гора). На західному і (частково) північному боці пагорба є невисокі скелі. Його схили стрімкі, особливо північний та західний, місцями з урвищами. 
Пагорб переважно незаліснений, лише його південний бік порослий деревами та кущами. На вершині встановлено металевий хрест, облаштовано оглядовий майданчик, східним схилом прокладено стежку зі східцями та (місцями) перилами. 
Пагорб з прилеглою територією розташований у західній частині Регіонального ландшафтного парку «Знесіння». 

## З історії
У минулому на горі Лева активно використовувалися піскові кар'єри, через що його висота з роками стала значно меншою. Однак завдяки рішучим протестам історика Ізидора Шараневича каменоломні на цій горі були ліквідовані. Гору ще називають Пісковою, Лисою, Княжою, «Кальварія», а у XV—XVII століттях львівські міщани називали її горою Стефана. На гравюрі Абрагама Гоґенберґа виконаної за малюнком панорами Львова кінця XVI — початку XVII століття роботи Ауреліо Пассаротті, інженера-фортифікатора короля Сигізмунда III, її названо: «горою Стефана, загально званою Левовою». Проте горою Стефана тоді офіційно мав би називатися невисокий горб над Стрільницею, бо від її підніжжя здійснювалось розмежовування земель (ланів), що належали місту. Львівські міщани перенесли назву гори на 400 м далі, щоби трохи збільшити площу своїх володінь. І довший час їм вдавалося дурити королівських ревізорів. 
Завдяки своєму розташуванню та історії гора Лева є одним з найвідоміших пагорбів Львова

## Галерея

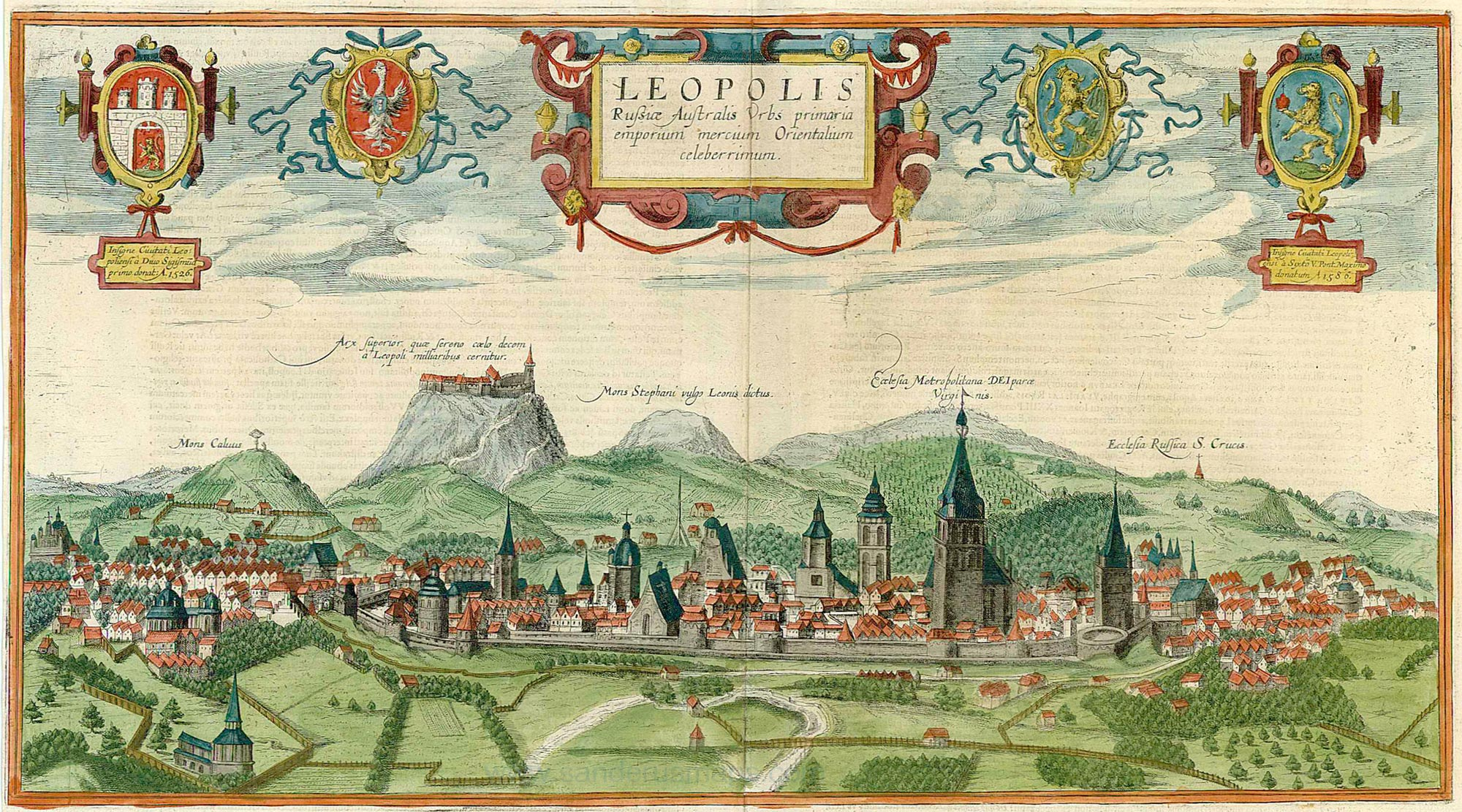
Панорама Гоґенберґа
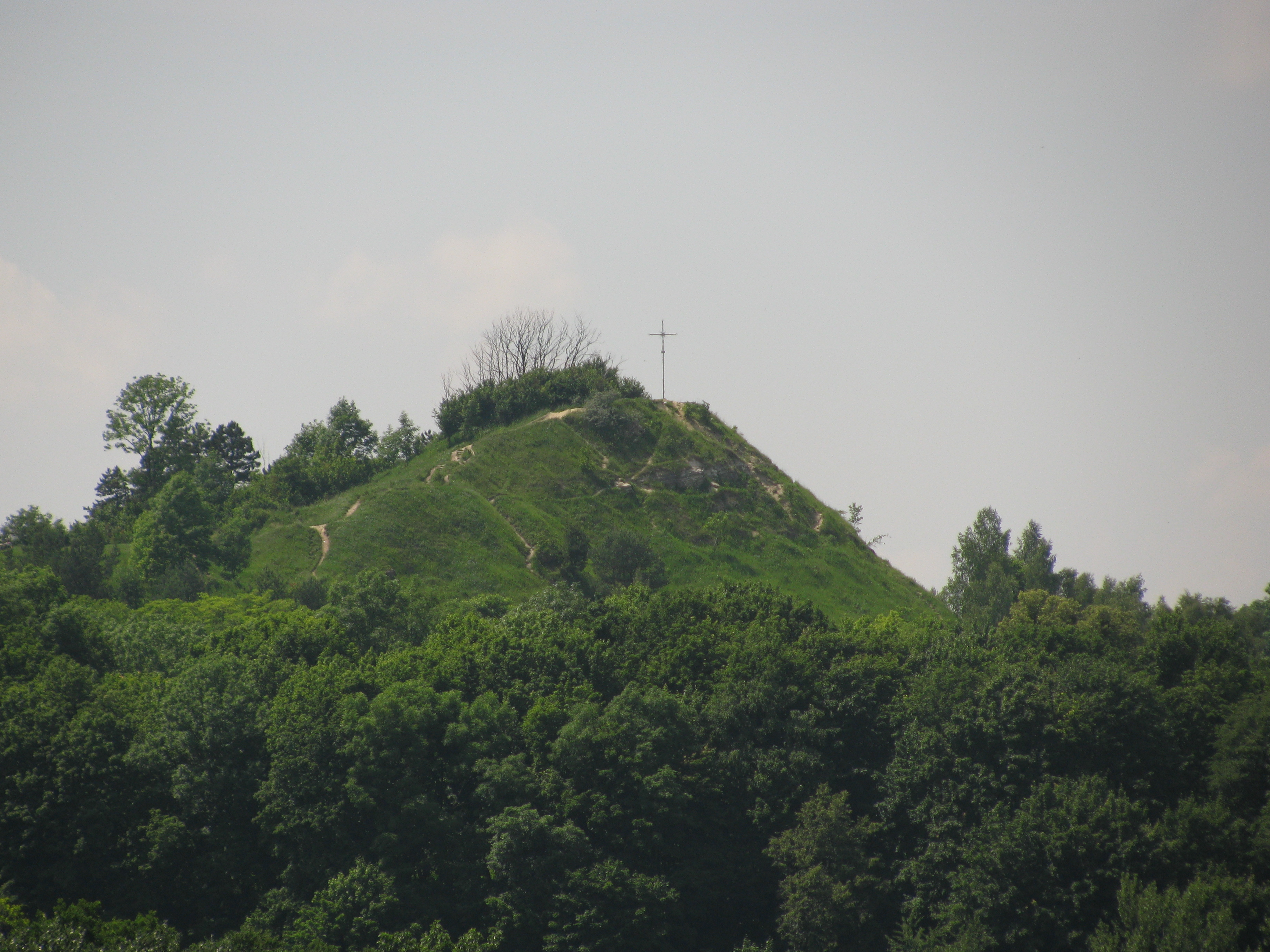
Вигляд на гору з північного сходу
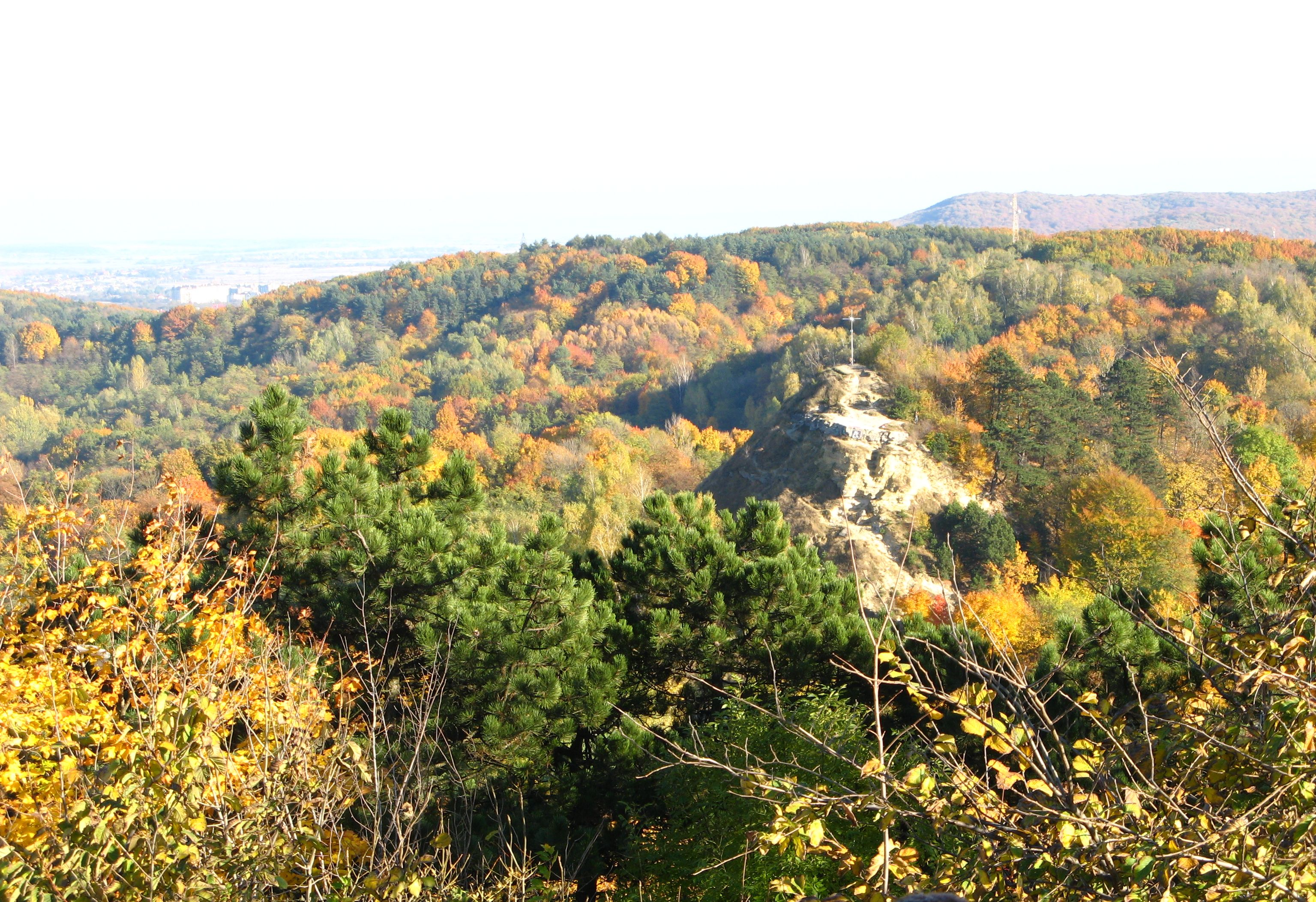
Гора й навколишня місцевість — парк «Знесіння» і Кайзервальд
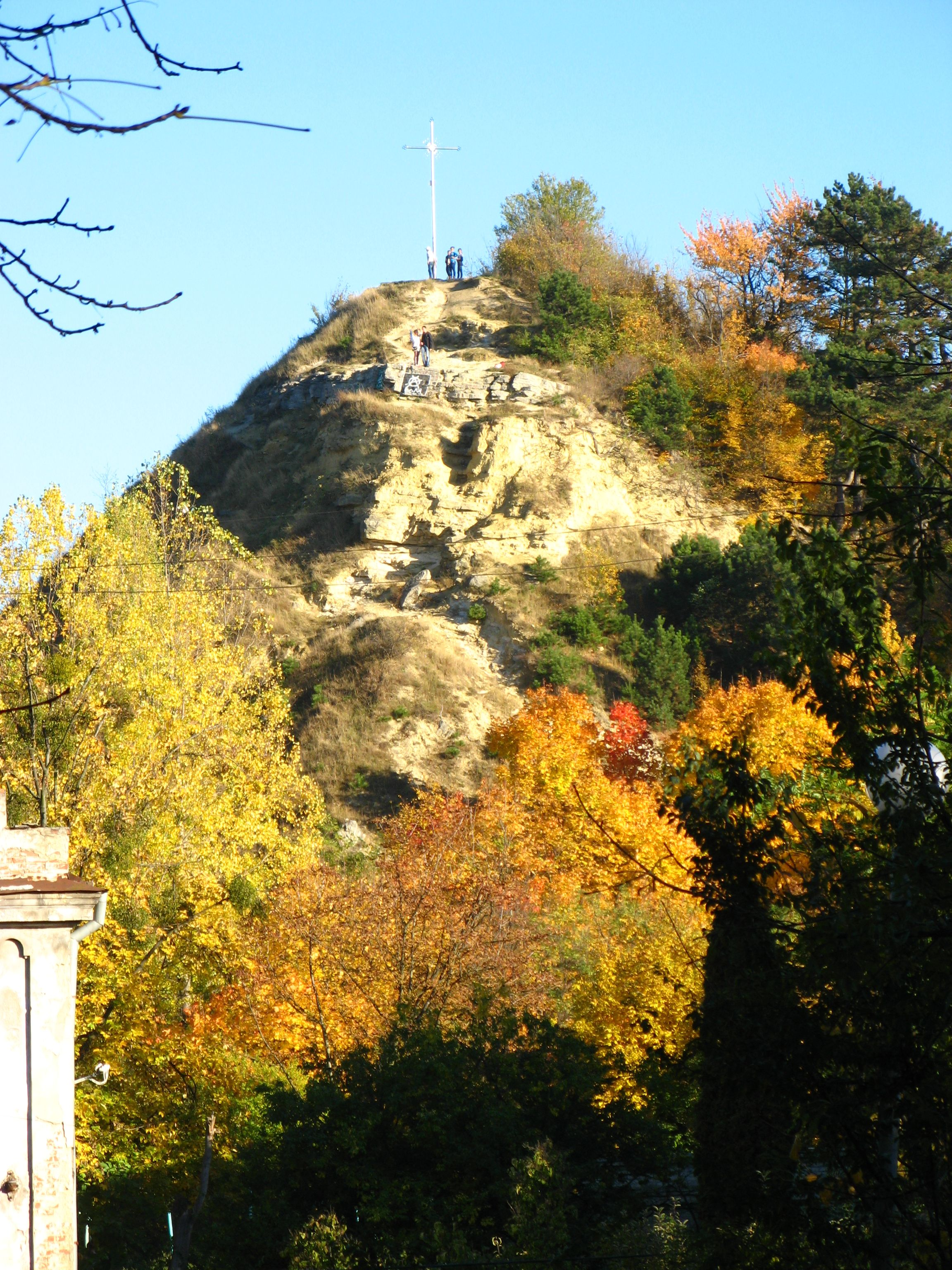
Вигляд на вершину з горішнього кінця вулиці М. Кривоноса